# Élection présidentielle santoméenne de 1991
Une élection présidentielle au scrutin universel direct s'est déroulée pour la première fois à Sao Tomé-et-Principe le 3 mars 1991, alors que précédemment le président était élu par l'Assemblée nationale. Il n'y a eu finalement qu'un seul candidat, Miguel Trovoada. Il est élu sans opposition et prête serment en tant que second président de Sao Tomé-et-Principe le 3 avril.

## Candidats
Trois personnes ont fait part de leur intention de participer à cette élection :
- Miguel Trovoada, ancien Premier ministre, participant en indépendant, soutenu par le Parti de convergence démocratique - Groupe de réflexion et la Coalition démocratique de l'opposition ;
- Monso dos Santos, du Front chrétien-démocrate (en) ;
- Guadalupe de Ceita, un candidat indépendant.

Manuel Pinto da Costa, président depuis l'indépendance du pays en 1975, a déclaré ne pas vouloir participer à cette élection et souhaiter se retirer de la politique. Le Mouvement pour la libération de Sao Tomé-et-Principe – Parti social-démocrate n'a pas présenté de candidat alternatif.
En février, moins d'un mois avant le scrutin, dos Santos et de Ceita se retirent de la course et laissent Trovoada être le seul candidat. Le taux de participation a été de 60 % selon D. Nohlen, M. Krennerich et B. Thibaut, auteurs de Elections in Africa: A data handbook ou de 61,8 % selon le site African elections database.

## Résultats
Sur le total des votes, Miguel Trovoada recueille 81,80 % de voix.
| Candidat                 | Candidat                 | Parti                    | Votes  | %   |
| ------------------------ | ------------------------ | ------------------------ | ------ | --- |
|                          | Miguel Trovoada          | Indépendant              | 26 604 | 100 |
| Bulletins blancs et nuls | Bulletins blancs et nuls | Bulletins blancs et nuls | 5 919  | -   |
| Total                    | Total                    | Total                    | 32 523 | 100 |